# .pw

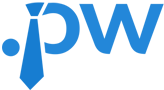
دامنه اینترنتیpw

‎.pw‏ دامنه اینترنتی اختصاص داده شده به کشور پالائو است.